# 三原久井インターチェンジ
三原久井インターチェンジ（みはらくいインターチェンジ）は広島県三原市八幡町垣内の、山陽自動車道上にあるインターチェンジ。

## 概要
IC名称は、旧三原市と旧久井町（くいちょう）にまたがって位置している（大部分は旧三原市）ことに由来する。なお、供用前の仮称は「三原インターチェンジ」であった。
三原市街への最寄インターではあるが、広島県道25号三原東城線の三原久井ICから三原市街地の区間はワインディングロードで、がけ崩れ等により頻繁に通行止めまたは片側交互通行になるため、隣接する本郷ICまたは尾道ICを利用するほうが利便性は高い。
また、この付近で山陽道の最高地点に達する。

## 歴史
- 1993年（平成5年）10月26日：福山西IC - 河内IC間開通に伴い、供用開始[2]。
- 2025年（令和7年）2月20日：料金所がETC専用になる[3]。

## 接続する道路
- 国道486号
- 広島県道25号三原東城線

## 隣
E2 山陽自動車道
(23)尾道IC - 八幡PA - (24)三原久井IC - 高坂PA - (24-1)本郷IC

## バス停
三原久井IC周辺の一般道路沿いに三原久井バス停、垣内バス停、垣内砂田バス停がある。
- 高速バス ピースライナー（中国バス・広島交通）
  - 三原インター入口交差点から北西方向にある国道486号（広島県道25号三原東城線）沿いの三原久井バス停に停車
  - 広島バスセンター - 新白島駅 - 不動院 - 中筋駅 - 高坂BS - 三原久井
- 高速バス リードライナー（中国バス・広島交通）
  - 三原インター入口交差点から北方向にある国道486号沿いの三原久井バス停に停車
  - 広島バスセンター - 新白島駅 - 不動院 - 中筋駅 - 高坂BS - 三原久井 - 御調 - びんご府中）

路線バスの「垣内」バス停は三原インター入口交差点から南東方向の広島県道25号三原東城線沿いにあり、「垣内砂田」バス停は三原インター入口交差点から西方向の国道486号沿いにある。
- 三原-甲山線（中国バス[4]）
  - 三原駅 - 垣内 - 垣内砂田 - 久井 - 甲山（世羅町）
- 徳良線（芸陽バス[5]）
  - 三原営業所 - 三原駅 - 垣内 - 泉（久井町） - 徳良（大和町）